# Nancy Kalish
Nancy Burton, nota anche con lo pseudonimo di Nancy Kalish, Panzika e Hurricane Nancy (Manhattan, 24 giugno 1941), è una fumettista statunitense fra le primi autrici di fumetti underground durante gli anni sessanta.

## Biografia
Crebbe nel Bronx per poi trasferirsi a quattro anni a Far Rockaway, nel Queens, sempre a New York. Il cognome Kalish fu dato alla famiglia di suo padre a Ellis Island quando emigrarono negli Stati Uniti dalla Lituania nel 1917; il padre faceva parte di un sindacato e aveva opinioni di sinistra e quindi lei crebbe in un ambiente socialmente consapevole e le capitò di partecipare a manifestazioni di protesta per i diritti civili e contro la guerra del Vietnam. Frequentò il Buffalo State Teachers College dove seguì alcuni corsi d'arte; divenuta adulta sposò con Russell Panzika (che in seguito cambiò il suo nome in Krystian) e lo accompagnò in un viaggio zaino in spalla attraverso l'Europa tra il 1963 e il 1964. Ad Amburgo, in Germania, Kalish lavorò in una fabbrica di budini insieme a migranti turchi. La coppia visitò panche l'Ungheria, cosa che le fece capire la dura realtà dei regimi comunisti. Dopo la Spagna attraversarono anche il Mediterraneo per visitare il Marocco per un mese. Tornata a New York realizzò una striscia a fumetti intitolata "Gentles Tripout" (1966) che propose alla rivista di fumetti underground The East Village Other e che venne pubblicata con il cognome del marito come pseudonimo; la serie venne pubblicata regolarmente per alcuni mesi dal numero 9 del 1° aprile 1966 ma, dopo l'arrivo di un nuovo caporedattore, venne sospeso. La serie venne apprezzata da Trina Robbins che la descrisse come una "striscia psichedelicamente decorativa nello stile di Aubrey Beardsley". Nel 1967, frustrata sia per la sua carriera di fumettista che per il suo matrimonio, si trasferì a San Francisco, dove apprezzò l'atmosfera libera e partecipò al primo festival rock della storia, il Monterey Pop e, durante la Summer of Love del 1967, adottò un nuovo pseudonimo, Hurricane Nancy, nome ispiratole da un pugile che si allenava nel suo quartiere quando era giovane. Riuscì a pubblicare alcune opere su diverse pubblicazioni underground di San Francisco e Los Angeles come Gothic Blimp Works (1969), per il quale realizzò un fumetto psichedelico intitolato Busy Boxes. Nel 1970 Trina Robbins le chiese di contribuire con una storia di due pagine alla neonata rivista It Ain't Me, Babe. Dato però che le loro comunicazioni avvenivano per posta, le due non si incontrarono mai è quindi è l'unica collaboratrice della rivista che non appare nella foto di gruppo stampata all'interno dell'albo ma solo attraverso una fototessera che aveva spedito. dopo l'esperienza con la rivista si ritirò dal campo dei fumetti. Nel 2009 le fu diagnosticato un cancro al seno ma riuscì a guarire un anno dopo; durante la cura ricominciò a disegnare e ha continuato a farlo anche dopo la guarigione realizzando nuovi fumetti e dipinti che ha pubblicato sul suo sito web e sul suo canale YouTube.

## Opere
- Hurricane Nancy (2024)[5]